# Heather White
Heather White (* 20. Jahrhundert) ist eine britische Klassische Philologin mit dem Schwerpunkt Gräzistik.
White war Lecturer in Classics am Birkbeck College, London, und dort enge Mitarbeiterin im Classics Research Centre von Giuseppe Giangrande. Seither arbeitet sie als Privatgelehrte und lebt in London.
Wie ihr akademischer Lehrer arbeitet White zur hellenistischen (vor allem zu Theokrit), kaiserzeitlichen und spätantiken griechischen Dichtung vor allem in textkritischer und mikrophilologischer Hinsicht, wie dieser konzentriert sie sich methodisch auf die genaue Beobachtung und Interpretation des Sprachgebrauchs.

## Schriften (Auswahl)
Monographien
- New studies in Greek poetry. J. C. Gieben, Amsterdam 1989 (London studies in classical philology, Bd. 22).
- Studies in late Greek epic poetry.  J. C. Gieben, Amsterdam 1987 (London studies in classical philology, Bd. 18).
- Studies in the poetry of Nicander. A. M. Hakkert, Amsterdam 1987 (Classical and Byzantine monographs, Bd. 12).
- New essays in Hellenistic poetry. J. C. Gieben, Amsterdam 1985 (London studies in classical philology, Bd. 13). Rez. von Michael Erler, in: Gnomon 64, 1992, S. 350–352.
- Essays in Hellenistic poetry. J. C. Gieben, Amsterdam 1980 (London studies in classical philology, Bd. 5)
- Studies in Theocritus and other hellenistic poets. J. C. Gieben, Amsterdam 1979 (London studies in classical philology, Bd. 3). Rez. von Francis Cairns, in: Classical Review 32, 1982, S. 93–94.
- Theocritus' Idyll XXIV. A commentary. A. M. Hakkert, Amsterdam 1979 (Classical and Byzantine monographs, Bd. 5).

Artikel
- Two notes on Greek tragedy. In: Myrtia 25, 2010, S. 301–304, (online) (PDF).
- A textual problem in Euripides. In: Myrtia 19, 2004, S. 163–164.
- Sotades and the flute-player. In: Habis 35, 2004, 101–103, (online) (PDF; 196 kB).
- Further notes on the text of Theocritus’ Idylls. In: Veleia 21, 2004, S. 147–157, (online) (PDF).
- Notes on the text of Theocritus’ Idylls. In: Veleia 20, 2003, S. 391–406, (online) (PDF).
- Observations on Greek epigrams. In: Myrtia 18, 2003, S. 129–142.
- Notes on Palladas. In: Myrtia 13, 1998, S. 225–230, (online) (PDF; 117 kB).
- Notes on Hellenistic Texts. In: Myrtia 13, 1998, S. 89–101.
- Leonides and Love. In: Myrtia 12, 1997, S. 87–88.
- An obscene epigram by Leonidas of Tarent. In: Habis 24, 1993, 29–32.
- Further Notes on the Text of Nonnus’ Dionysiaca. In: Habis 20, 1989, S. 71–86, (online) (PDF; 698 kB).